# Faith Landman
Faith Genneviève Zawadi Landman (Zandvoort, 22 oktober 1996) is een Nederlands model en schoonheidskoningin, winnaar van de Miss Universe Nederland 2024-verkiezing.

## Biografie
Landman werd geboren in Zandvoort, Noord-Holland. Ze woonde voorheen in Flevoland. Landman studeerde commerciële luchtvaart aan het ROC van Amsterdam en was verkoopadviseur bij Tom Ford beauty in Amsterdam.
Landman begon haar schoonheidswedstrijdcarrière op 9 september 2017, toen ze werd gekroond tot Miss Earth Nederland 2017, waarmee ze de opvolger werd van Deborah van Hemert. Op 4 november 2017 vertegenwoordigde ze Nederland op Miss Earth 2017 en nam ze het op tegen 85 andere kandidaten in de SM Mall of Asia Arena in Pasay, Metro Manila, Filipijnen, waar ze in de Top 8 eindigde.
Op 5 juli 2024 vertegenwoordigde ze Zandvoort op Miss Universe Nederland 2024 en nam ze het op tegen 16 andere kandidaten in Studio 21 Hilversum, waar ze de titel won, waarmee ze de opvolger werd van Rikkie Kollé. Zij zal Nederland vertegenwoordigen op Miss Universe 2024 in Mexico.